# Alberto Malo Navio
Alberto Malo Navio (Cataluña, 3 de abril de 1964) es un exjugador español de rugby.

## Trayectoria
Alberto Malo comenzó a jugar al rugby desde los diez años de edad y durante toda su carrera deportiva en España jugó en la UE Santboiana. Debutó con el primer equipo cuando tenía diecisiete años y permaneció en el equipo dieciocho años hasta su retirada en el año 2000, cuando tenía treinta y seis años.
Malo fue invitado a jugar una temporada con el Freyberg RC en la Primera División de Nueva Zelanda en 1990 por el ex All-Black Bruce Hemara, a quien había conocido durante los partidos de España contra los Māori All Blacks en 1988. Malo jugó 22 partidos para el equipo en cuatro meses y anotó seis tries. Durante su estancia también trabajó como camionero.
En 2004 se publicó un libro, escrito por Gloria Lorente, titulado Albert Malo. Un catalán en la élite del rugby internacional que viene a ser una biografía del jugador y un repaso de sus dieciocho años en la élite del rugby español.
Tras su retirada del rugby, fue nombrado hijo predilecto de San Baudilio de Llobregat.

## Selección nacional
A nivel internacional, jugó 74 veces con la selección española y una vez con la selección sub-21. También es el jugador que más veces ha vestido la camiseta de la selección catalana.[cita requerida]
Fue convocado a competir en la Copa Mundial de Rugby de 1999 con España. Ese mismo año, fue elegido para jugar en el World XV en un partido de exhibición contra Argentina para conmemorar el centenario de la fundación de la Unión Argentina de Rugby.

## Palmarés
- 5 Títulos de Liga: 1984, 1987, 1989, 1996, 1997
- 2 Copas del Rey: 1989, 2000
- 2 Copas Ibéricas: 1988, 1990